# Ramal ferroviario La Plata-Río Santiago
El Ramal La Plata - Rio Santiago es un ramal ferroviario del Ferrocarril General Roca, Argentina.

## Historia
El 14 de julio de 1896 es inaugurado el Ferrocarril Puerto - Los Talas, y construye un empalme a 150 Metros del Frigorífico Swift, y el 4 de febrero de 1897 se habilita el servicio Empalme El Dock - Los Talas, desde allí se podía hacer la combinación a La Plata y a Constitución.    
En 1911 se construye la estación terminal del ramal (Rio Santiago). Los trenes llegaban desde La Plata y de Constitución.
El ramal fue desactivado para el servicio de pasajeros con la privatización del ferrocarril en el período 1990-1994.
Actualmente Corren trenes de carga de la empresa estatal Trenes Argentinos Cargas.